# Ökrös (település)
Ökrös (Ucuriș), település Romániában, a Partiumban, Bihar megyében.

## Fekvése
Tenkétől délre, az alföldi síkság szélén, Bélfenyér és Bélkirálymező közt fekvő település.

## Története
Ökrös nevét 1344-ben említette először oklevél t. Vkrus néven. 
1587-ben Magiareökreös, Olaheökreös, 1599-ben Magiar Eokros, 1692-ben Nagy Ökres, 1808-ban és 1913-ban Ökrös néven írták.
Egykor Magyar-Ökrös néven, a nagyváradi 1. sz. püspökség birtoka volt és a püspökségé volt még a 20. század elején is.
1851-ben Fényes Elek írta a településről:
...románul Ukuris, Bihar vármegyében, dombos helyen, 872  óhitü, 12 római katolikus lakossal, óhitü anyatemplommal. Határa 4017 hold, ... Birja a váradi deák püspök.
1910-ben 1053 lakosából 93 magyar, 953 román volt. Ebből 46 római katolikus, 946 görögkeleti ortodox, 26 izraelita volt.
A trianoni békeszerződés előtt Bihar vármegye Béli járásához tartozott.

## Nevezetességek
- Görög keleti ortodox templomma a 19. század közepén épült.

## Hivatkozások

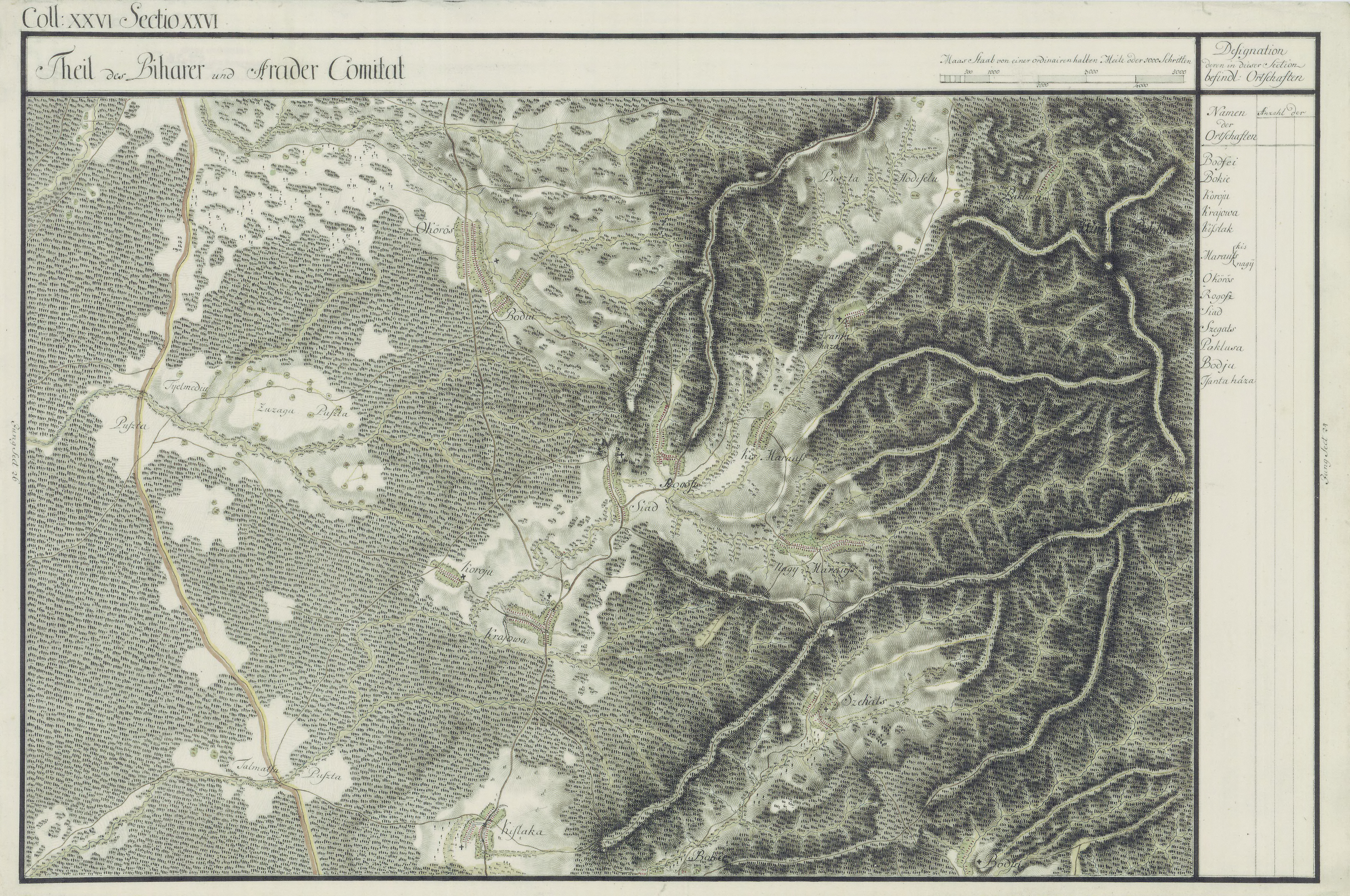
Ökrös egy 1700-as évekből való térképen